# Louis Briot
Louis Philippe Briot (Schaarbeek, 18 augustus 1887 - aldaar, 25 september 1980) was een Belgisch senator.

## Levensloop
Louis Briot studeerde aan de normaalschool Charles Buls in Brussel en ging in 1906 aan de slag als onderwijzer in het lager onderwijs in Brussel, een beroep dat hij 33 jaar lang zou uitoefenen.
Vanaf 1906 was hij lid van de Burgerwacht en in 1914 werd hij gemobiliseerd om mee te vechten in de Eerste Wereldoorlog. Van 1916 tot 1919 werkte hij voor de gezondheidsdienst van het Belgisch leger in het Franse Rouen.
Van 1932 tot 1970 zetelde Briot voor de socialistische POB en daarna PSB in de gemeenteraad van Schaarbeek, waar hij van 1939 tot 1946 schepen van Openbare Werken was. Van 1940 tot 1942 was hij tevens verantwoordelijk voor de bevoegdheid Burgerlijke Stand en van 1944 tot 1946 was hij eveneens bevoegd voor stadsbeheer. 
Vanaf 1944 was Briot tevens syndicaal actief voor de Algemene Centrale der Openbare Diensten. Van 1947 tot 1963 was hij nationaal secretaris van de pensioendienst van deze vakbondscentrale en van 1963 tot 1972 was hij er de voorzitter van. Na de reorganisatie van de pensioensector in 1972 nam hij op zijn 85ste ontslag bij de ACOD.
Van 1950 tot 1958 zetelde Briot bovendien in de Senaat, als provinciaal senator voor Brabant. Briot was een zeer actieve senator die deel uitmaakte van de commissies Financiën en Verkeerswezen. Als pensioenspecialist spitsten zijn tussenkomsten zich vooral toe op de pensioenen voor personeel bij de spoorwegen en in andere openbare diensten en oorlogsgetroffenen. Voorts kwam hij aan het woord over zaken verbonden aan de NMBS en lokale problemen.